# Lijst van premiers van Syrië
Dit is een lijst van ministers-presidenten van Syrië sinds 1920.

## Ministers-presidenten van Syrië (1920-heden)

### Ministers-presidenten van het Arabisch Koninkrijk Syrië (1920)
| Nr. | Minister-president | Minister-president                                    | Ambtstermijn     | Ambtstermijn     | Partij        | Partij |
| --- | ------------------ | ----------------------------------------------------- | ---------------- | ---------------- | ------------- | ------ |
| 1   |                    | Rida Pasha al-Rikabi (1864–1943)                      | Maart 1920       | Mei 1920         | Onafhankelijk |        |
| -   |                    | Hashim al-Atassi (1875–1960) (1e termijn, waarnemend) | Mei 1920         | 28 juli 1920     | Onafhankelijk |        |
| 2   |                    | Alaa al-Din al-Durubi Basha ?–1920)                   | 28 juli 1920     | 21 augustus 1920 | Onafhankelijk |        |
| 3   |                    | Jamil al-Ulshi (1883–1951) (1e termijn)               | 6 september 1920 | 30 november 1920 | Onafhankelijk |        |

### Ministers-presidenten van hetFrans Mandaat Syrië(1920–1946)
| Nr. | Minister-president | Minister-president                                        | Ambtstermijn      | Ambtstermijn      | Partij         | Partij |
| --- | ------------------ | --------------------------------------------------------- | ----------------- | ----------------- | -------------- | ------ |
| 4   |                    | Subhi Bay Barakat al-Khalidi (1883–1939)                  | 26 januari 1925   | 21 december 1925  | Onafhankelijk  |        |
| -   |                    | Taj al-Din al-Hasani (1885–1943) (1e termijn, waarnemend) | 29 december 1925  | 6 januari 1926    | Onafhankelijk  |        |
| 5   |                    | Damad-i Shariyari Ahmad Nami Bay 1878–1962)               | 27 april 1926     | 9 februari 1928   | Onafhankelijk  |        |
| 6   |                    | Taj al-Din al-Hasani (1885–1943) (2e termijn)             | 15 april 1928     | 19 november 1931  | Onafhankelijk  |        |
| 7   |                    | Haqqi al-Azm (1864–1955)                                  | 7 juni 1932       | 16 maart 1934     | Onafhankelijk  |        |
| 8   |                    | Taj al-Din al-Hasani (1885–1943) (3e termijn)             | 16 maart 1934     | 22 februari 1936  | Onafhankelijk  |        |
| 9   |                    | Ata al-Ayyubi (1877–1951) (1e termijn)                    | 22 februari 1936  | 21 december 1936  | Onafhankelijk  |        |
| 10  |                    | Jamil Mardam Bey (1894–1960) (1e termijn)                 | 21 december 1936  | 18 februari 1939  | Nationaal Blok |        |
| 11  |                    | Lutfi al-Haffar (1885–1968)                               | 23 februari 1939  | 13 maart 1939     | Nationaal Blok |        |
| 12  |                    | Nasuhi al-Bukhari (?–1961)                                | 6 april 1939      | 9 juli 1939       | Onafhankelijk  |        |
| 13  |                    | Khalid al-Azm (1903–1965) (1e termijn)                    | 4 april 1941      | 21 september 1941 | Onafhankelijk  |        |
| 14  |                    | Hassan al-Hakim (1886–1988) (1e termijn)                  | 21 september 1941 | 19 april 1942     | Onafhankelijk  |        |
| 15  |                    | Husni al-Barazi (1895–1975)                               | 19 april 1942     | 10 januari 1943   | Onafhankelijk  |        |
| 16  |                    | Jamil al-Ulshi (1883–1951) (2e termijn)                   | 10 januari 1943   | 25 maart 1943     | Onafhankelijk  |        |
| 17  |                    | Ata al-Ayyubi (1877–1951) (2e termijn)                    | 25 maart 1943     | 17 augustus 1943  | Onafhankelijk  |        |
| 18  |                    | Saadallah al-Jabiri (1891–1948) (1e termijn)              | 19 augustus 1943  | 14 oktober 1944   | Nationaal Blok |        |
| 19  |                    | Faris al-Khoury (1877–1962) (1e termijn)                  | 14 oktober 1944   | 1 oktober 1945    | Nationaal Blok |        |
| 20  |                    | Saadallah al-Jabiri (1891–1948) (2e termijn)              | 1 oktober 1945    | 17 april 1946     | Nationaal Blok |        |

### Ministers-presidenten van deSyrische Republiek(1946–1958)
| Nr. | Minister-president | Minister-president                                 | Ambtstermijn      | Ambtstermijn      | Partij                                                             | Partij |
| --- | ------------------ | -------------------------------------------------- | ----------------- | ----------------- | ------------------------------------------------------------------ | ------ |
| 20  |                    | Saadallah al-Jabiri (1891–1948) (2e termijn)       | 17 april 1946     | 16 december 1946  | Nationaal Blok                                                     |        |
| -   |                    | Khalid al-Azm (1903–1965) (2e termijn, waarnemend) | 16 december 1946  | 29 december 1946  | Onafhankelijk                                                      |        |
| 21  |                    | Jamil Mardam Bey (1894–1960) (2e termijn)          | 29 december 1946  | 17 december 1948  | Nationaal Blok                                                     |        |
| 22  |                    | Khalid al-Azm (1903–1965) (3e termijn)             | 17 december 1948  | 30 maart 1949     | Onafhankelijk                                                      |        |
| 23  |                    | Husni al-Za'im (1897–1949)                         | 17 april 1949     | 26 juni 1949      | Syrische Strijdkrachten / Syrische Socialistische Nationale Partij |        |
| 24  |                    | Muhsin al-Barazi (1904–1949)                       | 26 June 1949      | 14 August 1949    | Onafhankelijk                                                      |        |
| 25  |                    | Hashim al-Atassi (1875–1960) (2e termijn)          | 17 augustus 1949  | 24 december 1949  | Nationale Partij                                                   |        |
| 26  |                    | Nazim al-Kudsi (1906–1998) (1e termijn)            | 24 december 1949  | 27 december 1949  | Volkspartij                                                        |        |
| 27  |                    | Khalid al-Azm (1903–1965) (4e termijn)             | 27 december 1949  | 4 juni 1950       | Onafhankelijk                                                      |        |
| 28  |                    | Nazim al-Kudsi (1906–1998) (2e termijn)            | 4 juni 1950       | 27 maart 1951     | Volkspartij                                                        |        |
| 29  |                    | Khalid al-Azm (1903–1965) (5e termijn)             | 27 maart 1951     | 9 augustus 1951   | Onafhankelijk                                                      |        |
| 30  |                    | Hassan al-Hakim (1886–1988) (2e termijn)           | 9 augustus 1951   | 13 november 1951  | Onafhankelijk                                                      |        |
| -   |                    | Zaki al-Khatib (1887–1961) (waarnemend)            | 13 november 1951  | 28 november 1951  | Volkspartij                                                        |        |
| 31  |                    | Maarouf al-Dawalibi (1909–2004) (1e termijn)       | 28 november 1951  | 29 november 1951  | Volkspartij                                                        |        |
| 32  |                    | Fawzi Selu (1905–1972)                             | 3 december 1951   | 19 juli 1953      | Syrische Strijdkrachten                                            |        |
| 33  |                    | Adib Shishakli (1909–1964)                         | 19 juli 1953      | 1 maart 1954      | Syrische Strijdkrachten / Arabische Bevrijdingsbeweging            |        |
| 34  |                    | Sabri al-Asali (1903–1976) (1e termijn)            | 1 maart 1954      | 19 juni 1954      | Nationale Partij                                                   |        |
| 35  |                    | Said al-Ghazzi (1893–1967) (1e termijn)            | 19 juni 1954      | 3 november 1954   | Onafhankelijk                                                      |        |
| 36  |                    | Faris al-Khoury (1877–1962) (2e termijn)           | 3 november 1954   | 13 februari 1955  | Volkspartij                                                        |        |
| 37  |                    | Sabri al-Asali (1903–1976) (2e termijn)            | 13 februari 1955  | 13 september 1955 | Nationale Partij                                                   |        |
| 38  |                    | Said al-Ghazzi (1893–1967) (1e termijn)            | 13 september 1955 | 14 juni 1956      | Onafhankelijk                                                      |        |
| 39  |                    | Sabri al-Asali (1903–1976) (3e termijn)            | 14 juni 1956      | 6 maart 1958      | Nationale Partij                                                   |        |

### Voorzitter van de Uitvoerende Raad van de Noordelijke Regio (Syrië) van deverenigde Arabische Republiek(1958–1961)
| Nr. | Voorzitter | Voorzitter                   | Ambtstermijn      | Ambtstermijn      | Partij         | Partij |
| --- | ---------- | ---------------------------- | ----------------- | ----------------- | -------------- | ------ |
| 40  |            | Nureddin Kuhala (1910–?)     | 7 oktober 1958    | 20 september 1960 | Nationale Unie |        |
| 41  |            | Abdel Hamid al-Sarraj (1925) | 20 september 1960 | 16 augustus 1961  | Nationale Unie |        |

### Ministers-presidenten van deArabische Republiek Syrië(1961–heden)
| Nr. | Minister-president | Minister-president                             | Ambtstermijn      | Ambtstermijn      | Partij                                    | Partij |
| --- | ------------------ | ---------------------------------------------- | ----------------- | ----------------- | ----------------------------------------- | ------ |
| 42  |                    | Maamun al-Kuzbari (1914–1998)                  | 29 september 1961 | 20 november 1961  | Onafhankelijk                             |        |
| 43  |                    | Izzat an-Nuss (1900–1972)                      | 20 november 1961  | 14 december 1961  | Syrische Strijdkrachten                   |        |
| 44  |                    | Maarouf al-Dawalibi (1909–2004) (2e termijn)   | 22 december 1961  | 28 maart 1962     | Volkspartij                               |        |
| 45  |                    | Bashir al-Azma (1910–1992)                     | 16 april 1962     | 14 september 1962 | Onafhankelijk                             |        |
| 46  |                    | Khalid al-Azm (1903–1965) (6e termijn)         | 17 september 1962 | 9 maart 1963      | Onafhankelijk                             |        |
| 47  |                    | Salah al-Din al-Bitar (1912–1980) (1e termijn) | 9 maart 1963      | 12 november 1963  | Ba'ath-partij                             |        |
| 48  |                    | Amin al-Hafiz (1921–2009) (1e termijn)         | 12 november 1963  | 13 mei 1964       | Ba'ath-partij                             |        |
| 49  |                    | Salah al-Din al-Bitar (1912–1980) (2e termijn) | 13 mei 1964       | 3 oktober 1964    | Ba'ath-partij                             |        |
| 50  |                    | Amin al-Hafiz (1921–2009) (2e termijn)         | 4 oktober 1964    | 23 september 1965 | Ba'ath-partij                             |        |
| 51  |                    | Yusuf Zuaiyin (1931) (1e termijn)              | 23 September 1965 | 21 December 1965  | Ba'ath-partij                             |        |
| 52  |                    | Salah al-Din al-Bitar (1912–1980) (3e termijn) | 1 januari 1966    | 23 februari 1966  | Ba'ath-partij                             |        |
| 53  |                    | Yusuf Zuaiyin (1931) (2e termijn)              | 25 februari 1966  | 29 oktober 1968   | Ba'ath-partij                             |        |
| 54  |                    | Nureddin al-Atassi (1930–1992)                 | 29 oktober 1968   | 21 november 1970  | Ba'ath-partij                             |        |
| 55  |                    | Hafiz al-Assad (1930–2000)                     | 21 november 1970  | 3 april 1971      | Ba'ath-partij                             |        |
| 56  |                    | Abdul Rahman Kleifawi (1930) (1e termijn)      | 3 april 1971      | 21 december 1972  | Ba'ath-partij                             |        |
| 57  |                    | Mahmoud al-Ayyubi (1932)                       | 21 december 1972  | 7 augustus 1976   | Ba'ath-partij/Nationaal Progressief Front |        |
| 58  |                    | Abdul Rahman Kleifawi (1930) (2e termijn)      | 7 augustus 1976   | 27 maart 1978     | Ba'ath-partij/Nationaal Progressief Front |        |
| 59  |                    | Muhammad Ali al-Halabi (1937)                  | 27 maart 1978     | 9 januari 1980    | Ba'ath-partij/Nationaal Progressief Front |        |
| 60  |                    | Abdul Rauf al-Kasm (1932)                      | 9 januari 1980    | 1 november 1987   | Ba'ath-partij/Nationaal Progressief Front |        |
| 61  |                    | Mahmoud Zuabi (1935–2000)                      | 1 november 1987   | 13 maart 2000     | Ba'ath-partij/Nationaal Progressief Front |        |
| 62  |                    | Muhammad Mustafa Mero (1941-2020)              | 13 maart 2000     | 10 september 2003 | Ba'ath-partij/Nationaal Progressief Front |        |
| 63  |                    | Muhammad Naji al-Otari (1944)                  | 10 september 2003 | 14 april 2011     | Ba'ath-partij/Nationaal Progressief Front |        |
| 64  |                    | Adel Safar (1953)                              | 14 april 2011     | 23 juni 2012      | Ba'ath-partij/Nationaal Progressief Front |        |
| 65  |                    | Riyad Farid Hijab (1966)                       | 23 juni 2012      | 6 augustus 2012   | Ba'ath-partij/Nationaal Progressief Front |        |
| 66  |                    | Wael Nader al-Halqi (1964)                     | 11 augustus 2012  | 3 juli 2016       | Ba'ath-partij/Nationaal Progressief Front |        |
| 67  |                    | Imad Mohammad Deeb Khamis (1969)               | 3 juli 2016       | 11 juni 2020      | Ba'ath-partij/Nationaal Progressief Front |        |
| 68  |                    | Hussein Arnous (1953)                          | 11 juni 2020      | 14 september 2024 | Ba'ath-partij/Nationaal Progressief Front |        |
| 69  |                    | Mohammad Ghazi al-Jalali (1969)                | 14 september 2024 | 10 december 2024  | Ba'ath-partij/Nationaal Progressief Front |        |
| 70  |                    | Mohammed al-Bashir (1983)                      | 10 december 2024  | heden             | HTS                                       |        |